# Lithophane grotei
Lithophane grotei là một loài bướm đêm trong họ Noctuidae.